# Andrew Valmon
Andrew Orlando Valmon (Toms River, 1 januari 1965) is een voormalige Amerikaanse sprinter, die was gespecialiseerd op de 400 m. Zijn grootste successen behaalde hij echter op de 4 x 400 m estafette. Met deze discipline werd hij olympisch kampioen en wereldkampioen. Sinds 1992 heeft hij het olympisch record en sinds 1993 het wereldrecord op de 4 x 400 m estafette.
Valmon liep zichzelf voor het eerst in de schijnwerpers in 1984. Op de Pan-Amerikaanse juniorenkampioenschappen won hij een zilveren medaille op de 400 m in 46,94 en finishte hiermee achter Dennis Mitchell (goud; 46,83) en voor de Canadees Bernard Whyte (brons; 47,20). Op de Amerikaanse kampioenschappen stond hij viermaal in de finale en liep hier uitstekende tijden: 1990 (4e in 45,12), 1991 (2e in 44,68), 1992 (4e in 44,52) en 1993 (4e in 44,28).
In 1991 kwalificeerde Andrew Valmon zich voor het eerst op een wereldkampioenschap. Op het WK in Tokio nam hij deel aan de 400 m en de 4 x 400 m estafette. Individueel werd hij vijfde in 45,09 seconden en op de estafetteloop veroverde hij een zilveren medaille.
Op de Olympische Spelen van 1992 won hij als startloper met zijn teamgenoten Quincy Watts, Michael Johnson en Steve Lewis een gouden medaille op de 4 x 400 m estafette. Met wereldrecordtijd van 2.55,74 versloegen ze de teams uit Cuba (zilver; 2.59,51) en Groot-Brittannië (brons; 2.59,73). Op de wereldkampioenschappen atletiek 1993 in Parijs maakte hij wederom onderdeel uit van de Amerikaanse estafetteploeg die het wereldrecord zelfs verder verbeterde naar 2.54.29.
Na zijn actieve sportcarrière werd hij werkzaam als trainer van de Universiteit van Maryland.

## Titels
- Olympisch kampioen 4 x 400 m - 1992
- Wereldkampioen 4 x 400 m - 1993
- Amerikaans kampioen 500 m (indoor) - 1991

## Persoonlijke records
| Onderdeel | Prestatie | Datum        | Plaats |
| --------- | --------- | ------------ | ------ |
| 400 m     | 44,28 s   | 19 juni 1993 | Eugene |

## Wereldrecords
| Afstand   | Tijd (min) | Estafetteploeg                                            | Datum      | Plaats    |
| --------- | ---------- | --------------------------------------------------------- | ---------- | --------- |
| 4 x 400 m | 2.55,74    | Andrew Valmon Quincy Watts Michael Johnson Steve Lewis    | 08.08.1992 | Barcelona |
| 4 x 400 m | 2.54,29    | Andrew Valmon Quincy Watts Butch Reynolds Michael Johnson | 22.08.1993 | Stuttgart |

## Palmares

### 400 m
- 1984:  Pan-Amerikaanse juniorenkampioenschappen - 46,94 s
- 1985:  Pacific Conference Games - 45,64 s
- 1990:  Goodwill Games - 45,46 s
- 1991: 5e WK - 45,09 s
- 1991:  Grand Prix Finale - 45,39 s

### 4 x 400 m
- 1988:  OS - (series)
- 1991:  WK - 2.57,57
- 1992:  OS - 2.55,74 (WR)
- 1993:  WK - 2.54,29 (WR)

1912: Sheppard, Lindberg, Meredith, Reidpath ·
1920: Griffiths, Lindsay, Ainsworth-Davis, Butler ·
1924: Cochran, Helffrich, MacDonald, Stevenson ·
1928: Baird, Alderman, Spencer, Barbuti ·
1932: Fuqua, Ablowich, Warner, Carr ·
1936: Wolff, Rampling, Roberts, Brown ·
1948: Harnden, Bourland, Cochran, Whitfield ·
1952: Wint, Laing, McKenley, Rhoden ·
1956: Jenkins, Jones, Mashburn, Courtney ·
1960: Yerman, Young, G. Davis, O. Davis ·
1964: Cassell, Larrabee, Williams, Carr ·
1968: Matthews, Freeman, James, Evans ·
1972: Asati, Nyamau, Ouko, Sang ·
1976: Frazier, Brown, Newhouse, Parks ·
1980: Valiulis, Linge, Tsjernetski, Markin ·
1984: Nix, Armstead, Babers, McKay ·
1988: Everett, Lewis, Robinzine, Reynolds ·
1992: Valmon, Watts, Johnson, Lewis ·
1996: Harrison, Smith, Mills, Maybank ·
2000: Bada, Chukwu, Monye, Udo-Obong  ·
2004: Harris, Brew, Wariner, Williamson ·
2008: Merritt, Taylor, Neville, Wariner ·
2012: Brown, Pinder, Mathieu, Miller ·
2016: Hall, McQuay, Roberts, Merritt ·
2020: Cherry, Norman, Deadmon, Benjamin ·
2024: Bailey, Norwood, Deadmon, Benjamin
1983: Lovasjov, Troshchilo, Tsjernetski, Markin ·
1987: Everett, Haley, McKay, Reynolds ·
1991: Black, Redmond, Regis, Akabusi ·
1993: Valmon, Watts, Reynolds, Johnson ·
1995: Ramsey, Mills, Reynolds, Johnson ·
1997: Thomas, Black, Baulch, Richardson, Hylton ·
1999: Czubak, Maćkowiak, Bocian, Haczek ·
2001: Moncur, Brown, McIntosh, Munnings ·
2003: Djhone, Keïta, Diagana, Raquil ·
2005: Rock, Brew, Williamson, Wariner ·
2007: Merritt, Taylor, Williamson, Wariner ·
2009: Taylor, Wariner, Clement, Merritt ·
2011: Nixon, Jackson, Taylor, Merritt ·
2013: Verburg, McQuay, Hall, Merritt ·
2015: Verburg, McQuay, Nellum, Merritt ·
2017: Solomon, Richards, Cedenio, Gordon ·
2019: Kerley, Cherry, London, Benjamin ·
2022: Godwin, Norman, Deadmon, Allison ·
2023: Hall, Norwood, Robinson, Benjamin